# Tania Khalill

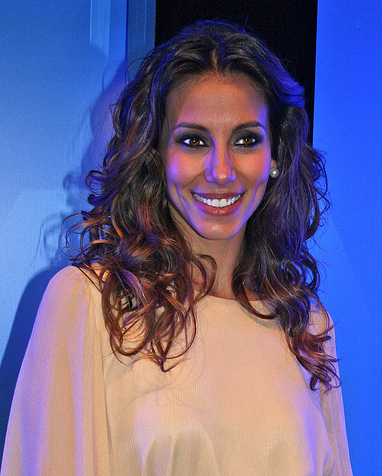
Tania Khalill (2009)

Tânia Calil Padis Campos (anhörenⓘ; * 8. Juli 1977 in São Paulo) ist eine brasilianische Schauspielerin und Sängerin.

## Leben
Auf der Bühne debütierte sie im Jahr 1995 in einem Stück von Naum Alves.
Sie studierte am Colégio Batista Brasileiro und schloss im Jahr 2000 in Psychologie ab, praktiziert jedoch nie. Sie trat 2002 erstmals im Fernsehen in einer Nebenrolle der Seifenoper Sabor da Paixão auf. Am 10. Dezember 2005 heiratete sie den Musiker Jair Oliveira. Das Paar hat zwei Töchter. 2011 war sie in der Telenovela Fina Estampa zu sehen, und 2012 spielte sie die Ayla in der Telenovela Salve Jorge von Glória Perez.

## Fernsehfilme und Serien
- 2002: Sabor da Paixão (Fernsehserie)
- 2004: Galera
- 2004–2005: Senhora do Destino (Fernsehserie)
- 2006: Cobras & Lagartos (Fernsehserie)
- 2007: Pé na Jaca (Fernsehserie)
- 2008: Guerra e Paz (Fernsehserie)
- 2008: Casos e Acasos (Fernsehserie)
- 2009: Caminho das Índias (Fernsehserie)
- 2009: Episódio Especial (Fernsehserie)
- 2011: Acampamento de Férias 2 – A Árvore da Vida[1]
- 2011–2012: Fina Estampa (Fernsehserie)
- 2012–2013: Salve Jorge (Fernsehserie)